# Уэмура, Айко
Айко Уэмура (яп. 上村 愛子 Уэмура Айко, род. 9 декабря 1979 года в Итами) — японская фристайлистка, специализировавшаяся в могуле. Двукратная чемпионка мира 2009 года, обладательница малого Кубка мира. Участница пяти подряд зимних Олимпиад.

## Спортивная карьера
Айко Уэмура дебютировала в Кубке мира по фристайлу 23 марта 1996 года в швейцарском Майрингене, где сразу же завоевала первый подиум в карьере, став третьей в одиночном могуле.
На домашней Олимпиаде Уэмура заняла седьмое место. На своём третьем в карьере чемпионате мира, который в 2001 году проходил в Уистлере японка завоевала бронзовую медаль. В том же сезона она стала второй в зачёте могула по итогам сезона, уступив только норвежке Кари Тро. На Олимпиаде 2002 года стала шестой.
Первую победу в карьере Уэмура одержала в 2003 году, выиграв одиночный могул в Лэйк-Плэсиде. В 2005 году завоевала бронзу в параллельном могуле на чемпионате мира в Финляндии.
На Олимпиаде в Турине Уэмура заняла пятое место. В конце сезона 2007/2008 японка выдала впечатляющую серию из пяти побед подряд, что позволило ей выиграть малый хрустальный глобус в зачёте могула и стать второй в общем зачёту Кубка мира.
В 2009 году, на домашнем чемпионате мира в Инавасиро Уэмура завоевала две золотые медали, став сильнейшей как в личном, так и в параллельном могуле. Через год, на Играх в Ванкувере, японка стала четвёртой, остановившись в шаге от медали. Такой же результат она показала и на пятой для себя Олимпиаде в Сочи, где до бронзы ей не хватило менее одного балла. Таким образом, за пять Олимпиаде Уэмура ни разу не вылетала из первой десятки (7-6-5-4-4 места), но так и не стала олимпийским призёром.
После Игр в Сочи Айко Уэмура завершила выступления. За свою карьеру она выиграла 10 этапов мирового кубка, 14 раз была второй и ещё 12 раз поднималась на третью строчку.
Муж Уэмуры — японский горнолыжник Кэнтаро Минагава, участник четырёх Олимпиад.

## Выступления на чемпионатах мира
| Чемпионат                | Могул | Параллельный могул |
| ------------------------ | ----- | ------------------ |
| Иидзуна 1997             | 16    | —                  |
| Майринген 1999           | 23    | 4                  |
| Уистлер 2001             | 3     | 4                  |
| Дир Вэлли 2003           | 14    | 17                 |
| Куусамо 2005             | 4     | 3                  |
| Мадонна ди Кампильо 2007 | 14    | 19                 |
| Инавасиро 2009           | 1     | 1                  |
| Восс 2013                | 5     | 20                 |

## Победы в Кубке мира
| Дата            | Место проведения | Дисциплина         |
| --------------- | ---------------- | ------------------ |
| 18 января 2003  | Лейк-Плэсид      | Могул              |
| 26 февраля 2005 | Восс             | Могул              |
| 16 февраля 2008 | Инавасиро        | Могул              |
| 1 марта 2008    | Марианске-Лазне  | Могул              |
| 7 марта 2008    | Оре              | Могул              |
| 8 марта 2008    | Оре              | Параллельный могул |
| 15 марта 2008   | Вальмаленко      | Могул              |
| 24 января 2009  | Монт Габриэль    | Могул              |
| 20 февраля 2009 | Восс             | Могул              |
| 7 марта 2010    | Инавасиро        | Могул              |